# جام بین قاره‌ای ۱۹۸۰
جام بین قاره‌ای ۱۹۸۰ نوزدهمین دوره از جام بین قاره‌ای فوتبال بود که بین باشگاه ناتینگهام فارست، قهرمان جام باشگاه‌های اروپا ۸۰–۱۹۷۹، و باشگاه ناسیونال، قهرمان جام لیبرتادورس ۱۹۸۰ برگزار شد.

## مکان

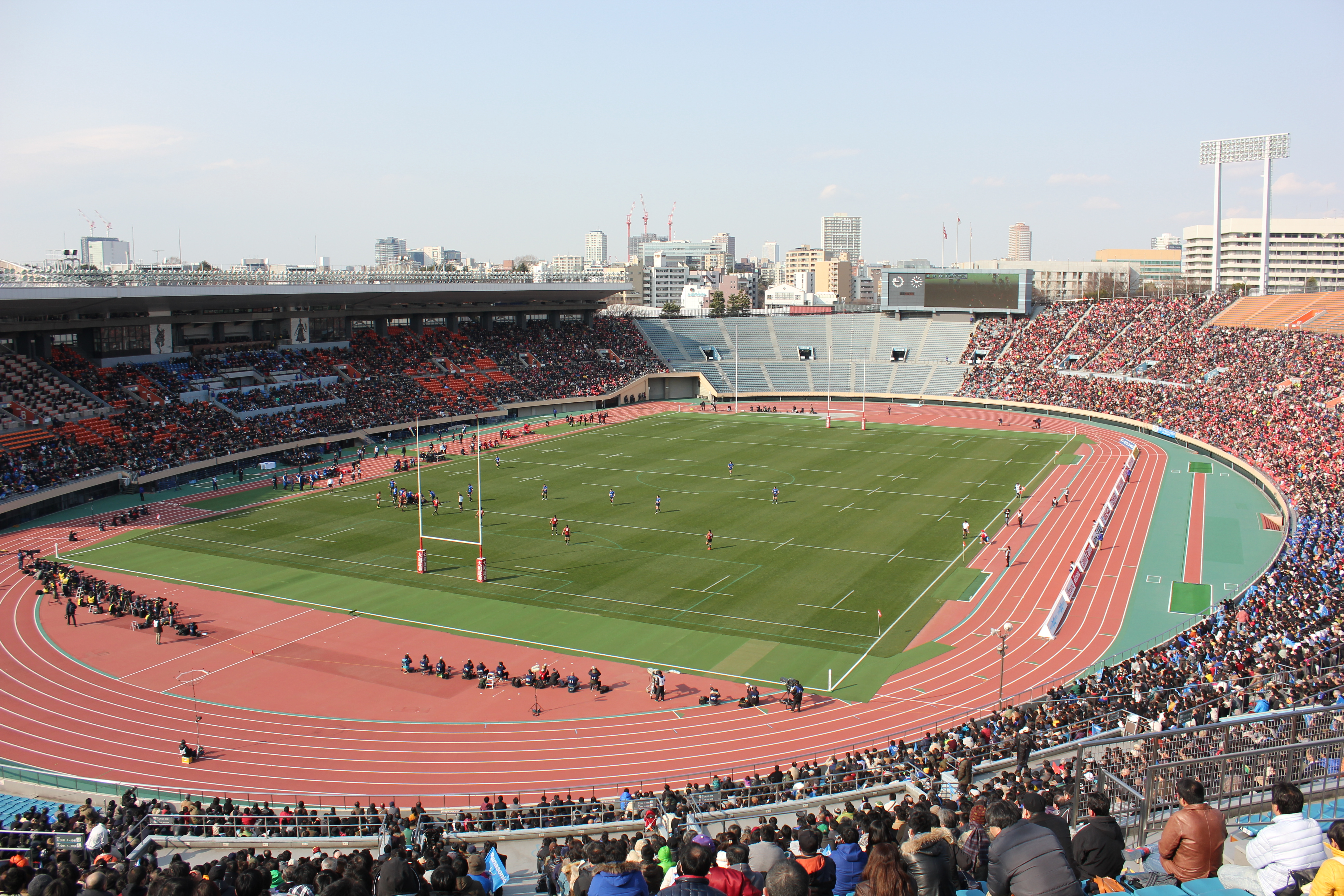
ورزشگاه ملی المپیک برای اولین بار میزبان این تورنمنت بود

ورزشگاه ملی در توکیو، محلی بود که اولین دوره جام را در کشور ژاپن میزبانی کرد و همچنین محل معمول بقیه دوره‌هایی بود که تا جام بین قاره‌ای ۲۰۰۲ در توکیو برگزار می‌شد. اما بعد از آن، فینال به ورزشگاه نیسان در یوکوهاما منتقل شد. این ورزشگاه همچنین به‌عنوان «ورزشگاه المپیک» نیز شناخته می‌شد، زیرا به عنوان ورزشگاه اصلی برای مراسم افتتاحیه و اختتامیه و همچنین محل برگزاری مسابقات دوومیدانی در بازی‌های المپیک تابستانی ۱۹۶۴ بود.
مسابقات خانگی تیم ملی فوتبال ژاپن و فینال‌های جام باشگاه‌های فوتبال (مانند جی‌لیگ) معمولاً در این ورزشگاه برگزار می‌شد. ورزشگاه ملی در سال ۲۰۱۴ تخریب شد تا راه را برای یک استادیوم بزرگتر که میزبان مسابقات جام جهانی راگبی ۲۰۱۹ و بازی‌های المپیک تابستانی ۲۰۲۰ بود، باز کند.

## جزئیات بازی

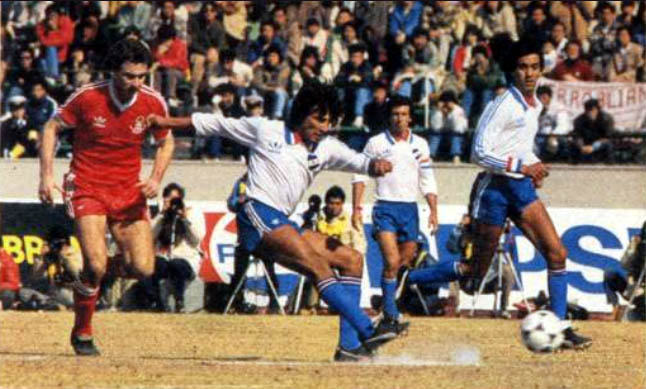
لحظه‌ای از مسابقه: والدمار ویکتورینو مهاجم ناسیونال در حال ضربه زدن

| ناسیونال      | ۱–۰   | ناتینگهام فارست |
| ------------- | ----- | --------------- |
| ویکتورینو ۱۰' | گزارش |                 |

| ناسیونال | ناتینگهام فارست |

|             |    |                   |  |
|             |    |                   |  |
| GK          | ۱  | رودولفو رودریگز   |  |
| DF          | ۲  | خوزه هرمس موریرا  |  |
| DF          | ۳  | خوان بلانکو       |  |
| DF          | ۴  | دنیل انریکوئز     |  |
| DF          | ۵  | واشنگتن گونزالس   |  |
| MF          | ۱۶ | دنیس میلار        |  |
| MF          | ۱۳ | ویکتور اسپاراگو   |  |
| MF          | ۱۰ | آرسنیو لوزاردو    |  |
| FW          | ۷  | آلبرتو بیکا       |  |
| FW          | ۹  | والدمار ویکتورینو |  |
| FW          | ۱۱ | جولیو مورالس      |  |
| سرمربی:     |    |                   |  |
| خوان موجیکا |    |                   |  |

|             |    |                     |  |     |
|             |    |                     |  |     |
| GK          | ۱  | پیتر شیلتون         |  |     |
| RB          | ۲  | ویو اندرسون         |  |     |
| CB          | ۶  | کنی بورنز (کاپیتان) |  |     |
| CB          | ۵  | لری لوید            |  |     |
| LB          | ۳  | فرانک گری           |  |     |
| MF          | ۱۵ | استوارت گری         |  |     |
| MF          | ۷  | مارتین اونیل        |  |     |
| MF          | ۸  | رایموندو پونته      |  | '67 |
| FW          | ۹  | تروور فرانسیس       |  |     |
| FW          | ۱۰ | ایان والاس          |  |     |
| FW          | ۱۱ | جان رابرتسون        |  |     |
| تعویض‌ها:    |    |                     |  |     |
| MF          | ۴  | جان مک‌گاورن         |  |     |
| FW          | ۱۲ | پیتر وارد           |  | '67 |
| MF          | ۱۳ | دیوید نیدهام        |  |     |
| سرمربی:     |    |                     |  |     |
| برایان کلاف |    |                     |  |     |